# Finch (Rapper)/Diskografie
Diese Diskografie ist eine Übersicht über die musikalischen Werke des deutschen Rappers Finch, ehemals bekannt als Finch Asozial. Den Schallplattenauszeichnungen zufolge hat er bisher mehr als 1,2 Millionen Tonträger verkauft. Seine erfolgreichste Veröffentlichung ist die Single Liebe auf der Rückbank mit über 610.000 verkauften Einheiten.

## Alben

### Studioalben
| Jahr              | Titel Musiklabel                               | Höchstplatzierung, Gesamtwochen, AuszeichnungChartplatzierungen (Jahr, Titel, Musiklabel, Platzierungen, Wochen, Auszeichnungen, Anmerkungen) | Höchstplatzierung, Gesamtwochen, AuszeichnungChartplatzierungen (Jahr, Titel, Musiklabel, Platzierungen, Wochen, Auszeichnungen, Anmerkungen) | Höchstplatzierung, Gesamtwochen, AuszeichnungChartplatzierungen (Jahr, Titel, Musiklabel, Platzierungen, Wochen, Auszeichnungen, Anmerkungen) | Anmerkungen                            |
| Jahr              | Titel Musiklabel                               | DE | AT | CH | Anmerkungen                            |
| ----------------- | ---------------------------------------------- | --- | --- | --- | -------------------------------------- |
| als Finch Asozial |                                                | | | |                                        |
|                   |                                                | | | |                                        |
| 2019              | Dorfdisko Walk This Way Records (WMG)          | DE2 (9 Wo.)DE | AT18 (1 Wo.)AT | CH32 (1 Wo.)CH | Erstveröffentlichung: 8. März 2019     |
| 2020              | Finchi’s Love Tape Walk This Way Records (WMG) | DE2 (9 Wo.)DE | AT4 (1 Wo.)AT | CH17 (1 Wo.)CH | Erstveröffentlichung: 14. Februar 2020 |
| als Finch         |                                                | | | |                                        |
|                   |                                                | | | |                                        |
| 2022              | Rummelbums Walk This Way Records (UMG)         | DE1 (5 Wo.)DE | AT23 (2 Wo.)AT | CH9 (1 Wo.)CH | Erstveröffentlichung: 17. Februar 2022 |
| 2023              | Dorfdisko zwei Walk This Way Records (UMG)     | DE1 (48 Wo.)DE | — | — | Erstveröffentlichung: 20. April 2023   |
| 2025              | Schluss mit lustig Walk This Way Records (UMG) | DE1 (7 Wo.)DE | AT5 (2 Wo.)AT | CH80 (1 Wo.)CH | Erstveröffentlichung: 6. Februar 2025  |

### EPs
| Jahr              | Titel Musiklabel                                     | Höchstplatzierung, Gesamtwochen, AuszeichnungChartplatzierungen (Jahr, Titel, Musiklabel, Platzierungen, Wochen, Auszeichnungen, Anmerkungen) | Höchstplatzierung, Gesamtwochen, AuszeichnungChartplatzierungen (Jahr, Titel, Musiklabel, Platzierungen, Wochen, Auszeichnungen, Anmerkungen) | Höchstplatzierung, Gesamtwochen, AuszeichnungChartplatzierungen (Jahr, Titel, Musiklabel, Platzierungen, Wochen, Auszeichnungen, Anmerkungen) | Anmerkungen                              |
| Jahr              | Titel Musiklabel                                     | DE | AT | CH | Anmerkungen                              |
| ----------------- | ---------------------------------------------------- | --- | --- | --- | ---------------------------------------- |
| als Finch Asozial |                                                      | | | |                                          |
|                   |                                                      | | | |                                          |
| 2018              | Fliesentisch Romantik Eigenvertrieb (recordJet)      | — | — | — | Erstveröffentlichung: 6. April 2018      |
| 2019              | Vorglühen Walk This Way Records (WMG)                | — | — | — | Erstveröffentlichung: 7. März 2019       |
| 2020              | Magic Moments Walk This Way Records (WMG)            | — | — | — | Erstveröffentlichung: 13. Februar 2020   |
| 2021              | Fliesentisch Romantik II Walk This Way Records (WMG) | DE2 (1 Wo.)DE | — | — | Erstveröffentlichung: 19. Februar 2021   |
| als Finch         |                                                      | | | |                                          |
|                   |                                                      | | | |                                          |
| 2021              | Kassenhäuschen Walk This Way Records (UMG)           | — | — | — | Erstveröffentlichung: 30. September 2021 |
| 2024              | Dreinachten EP Walk This Way Records (UMG)           | — | — | — | Erstveröffentlichung: 19. Dezember 2024  |

## Singles

### Als Leadmusiker
| Jahr | Titel Album                                           | Höchstplatzierung, Gesamtwochen, AuszeichnungChartplatzierungen (Jahr, Titel, Album, Platzierungen, Wochen, Auszeichnungen, Anmerkungen) | Höchstplatzierung, Gesamtwochen, AuszeichnungChartplatzierungen (Jahr, Titel, Album, Platzierungen, Wochen, Auszeichnungen, Anmerkungen) | Höchstplatzierung, Gesamtwochen, AuszeichnungChartplatzierungen (Jahr, Titel, Album, Platzierungen, Wochen, Auszeichnungen, Anmerkungen) | Anmerkungen                                                                                       |
| Jahr | Titel Album                                           | DE | AT | CH | Anmerkungen                                                                                       |
| --- | ----------------------------------------------------- | --- | --- | --- | ------------------------------------------------------------------------------------------------- |
| als Finch Asozial |                                                       | | | |                                                                                                   |
| |                                                       | | | |                                                                                                   |
| 2017 | Richtig Saufen –                                      | — | — | — | Erstveröffentlichung: 1. Dezember 2017                                                            |
| 2017 | Ledersklave Frederik –                                | — | — | — | Erstveröffentlichung: 5. Dezember 2017 feat. ASAP Ronny                                           |
| 2017 | Ostdeutscher Hasselhoff –                             | — | — | — | Erstveröffentlichung: 14. Dezember 2017                                                           |
| 2018 | Richtiger Saufen Dorfdisko                            | — | — | — | Erstveröffentlichung: 3. Oktober 2018                                                             |
| 2018 | 601 Dorfdisko                                         | — | — | — | Erstveröffentlichung: 9. November 2018                                                            |
| 2018 | Abfahrt Dorfdisko                                     | DE3 a Gold · (5 Wo.)DE | — | — | Erstveröffentlichung: 14. Dezember 2018 Verkäufe: + 200.000                                       |
| 2019 | Ohne Kondom Vorglühen                                 | — | — | — | Erstveröffentlichung: 8. Februar 2019 feat. MC Bomber                                             |
| 2019 | Plattenbauromantik II –                               | — | — | — | Erstveröffentlichung: 23. August 2019 feat. Plusmacher                                            |
| 2019 | 1990 Finchi’s Love Tape                               | — | — | — | Erstveröffentlichung: 3. Oktober 2019                                                             |
| 2019 | Finchiboy Finchi’s Love Tape                          | DE78 (1 Wo.)DE | — | — | Erstveröffentlichung: 8. November 2019                                                            |
| 2019 | Mahlzeit Finchi’s Love Tape                           | — | — | — | Erstveröffentlichung: 20. Dezember 2019                                                           |
| 2020 | Rave Religion Finchi’s Love Tape                      | — | — | — | Erstveröffentlichung: 24. Januar 2020 feat. Little Big                                            |
| 2020 | Bassdrum Fliesentisch Romantik II • God Save the Rave | DE24 (3 Wo.)DE | — | — | Erstveröffentlichung: 5. Juni 2020 mit Scooter                                                    |
| 2020 | Nachbarn Fliesentisch Romantik II                     | DE74 (1 Wo.)DE | AT— GoldAT | — | Erstveröffentlichung: 31. Juli 2020 Verkäufe: + 15.000; feat. Harris & Ford                       |
| 2020 | Am richtigsten Saufen Fliesentisch Romantik II        | — | — | — | Erstveröffentlichung: 2. Oktober 2020                                                             |
| 2020 | Fiesta Fliesentisch Romantik II                       | — | — | — | Erstveröffentlichung: 30. Oktober 2020                                                            |
| 2020 | Onkelz Poster Fliesentisch Romantik II                | DE15 (3 Wo.)DE | — | — | Erstveröffentlichung: 13. November 2020 feat. Tarek K.I.Z                                         |
| 2020 | Frohe Weihnachten Fliesentisch Romantik II            | DE— bDE | — | — | Erstveröffentlichung: 4. Dezember 2020                                                            |
| 2021 | Fick mich Finch Fliesentisch Romantik II              | DE— cDE | — | — | Erstveröffentlichung: 29. Januar 2021                                                             |
| als Finch |                                                       | | | |                                                                                                   |
| |                                                       | | | |                                                                                                   |
| 2021 | Keine bösen Wörter Rummelbums                         | DE83 (1 Wo.)DE | — | — | Erstveröffentlichung: 8. April 2021 feat. Alligatoah                                              |
| 2021 | Direkt Bock Rummelbums                                | DE56 (1 Wo.)DE | — | — | Erstveröffentlichung: 13. Mai 2021                                                                |
| 2021 | Herzalarm Rummelbums                                  | DE7 (2 Wo.)DE | — | — | Erstveröffentlichung: 24. Juni 2021 feat. Blümchen                                                |
| 2021 | Bum Bum Eis Rummelbums                                | DE— dDE | — | — | Erstveröffentlichung: 19. August 2021 feat. Esther Graf                                           |
| 2021 | Rave Witchers Rummelbums                              | DE18 (1 Wo.)DE | — | — | Erstveröffentlichung: 28. Oktober 2021 feat. Scooter                                              |
| 2021 | Ehrliche Weihnacht –                                  | — | — | — | Erstveröffentlichung: 2. Dezember 2021                                                            |
| 2022 | Gabber Girl Rummelbums                                | DE70 (1 Wo.)DE | — | — | Erstveröffentlichung: 27. Januar 2022 feat. Paul Elstak                                           |
| 2022 | Liebe ist … Rummelbums                                | DE48 (3 Wo.)DE | — | — | Erstveröffentlichung: 13. Februar 2022 feat. SDP                                                  |
| 2022 | Wir eskalieren –                                      | — | — | — | Erstveröffentlichung: 19. Mai 2022 feat. Mia Julia                                                |
| 2022 | Hold Me Now –                                         | DE— eDE | — | — | Erstveröffentlichung: 18. August 2022                                                             |
| 2022 | Dorfdisko zwei                                        | — | — | — | Erstveröffentlichung: 2. Oktober 2022                                                             |
| 2022 | Eismann Dorfdisko zwei                                | DE99 (1 Wo.)DE | — | — | Erstveröffentlichung: 20. Oktober 2022                                                            |
| 2022 | Wendekind Dorfdisko zwei                              | DE80 (1 Wo.)DE | — | — | Erstveröffentlichung: 10. November 2022 feat. Marteria & Silbermond                               |
| 2022 | Keine Regeln Dorfdisko zwei                           | — | — | — | Erstveröffentlichung: 15. Dezember 2022 feat. Saltatio Mortis                                     |
| 2023 | Leere Augen Dorfdisko zwei                            | — | — | — | Erstveröffentlichung: 4. Januar 2023                                                              |
| 2023 | Tattoo Dorfdisko zwei                                 | DE67 (1 Wo.)DE | — | — | Erstveröffentlichung: 2. Februar 2023 feat. HBz & 2 Engel & Charlie                               |
| 2023 | Pech & Schwefel Dorfdisko zwei • Zeppelin             | DE62 (1 Wo.)DE | — | — | Erstveröffentlichung: 23. Februar 2023 mit Matthias Reim                                          |
| 2023 | Die Einzigste Dorfdisko zwei                          | — | — | — | Erstveröffentlichung: 23. März 2023 feat. Mehnersmoos                                             |
| 2023 | Liebe auf der Rückbank Dorfdisko zwei                 | DE14 Platin · (… Wo.)DE | AT19 (58 Wo.)AT | CH— GoldCH | Erstveröffentlichung: 31. Mai 2023 Verkäufe: + 610.000; feat. Tream                               |
| 2023 | Vamos –                                               | DE36 (2 Wo.)DE | — | — | Erstveröffentlichung: 6. Juli 2023 feat. Loona                                                    |
| 2024 | One Night Stand –                                     | DE1 (2 Wo.)DE | — | — | Erstveröffentlichung: 8. Februar 2024 mit Katja Krasavice & Luca-Dante Spadafora feat. Niklas Dee |
| 2024 | Der Anzeigenhauptmeister –                            | DE— fDE | — | — | Erstveröffentlichung: 7. März 2024                                                                |
| 2024 | Du hast den schönsten Arsch der Welt –                | DE— gDE | — | — | Erstveröffentlichung: 14. März 2024 feat. Alex Christensen                                        |
| 2024 | Ein letztes Mal Schluss mit lustig                    | DE— hDE | — | — | Erstveröffentlichung: 29. August 2024                                                             |
| 2024 | Das geht vorbei Schluss mit lustig                    | DE74 (1 Wo.)DE | — | — | Erstveröffentlichung: 3. Oktober 2024 feat. JBS                                                   |
| 2024 | Einen letzten Zug Schluss mit lustig                  | — | — | — | Erstveröffentlichung: 14. November 2024                                                           |
| 2024 | Leuchtturm Schluss mit lustig                         | — | — | — | Erstveröffentlichung: 5. Dezember 2024                                                            |
| 2025 | Chilli Milli Schluss mit lustig                       | DE97 (1 Wo.)DE | — | — | Erstveröffentlichung: 9. Januar 2025 feat. Vize                                                   |
| 2025 | Wenn du dumm bist Schluss mit lustig                  | DE11 (6 Wo.)DE | AT71 (1 Wo.)AT | — | Erstveröffentlichung: 23. Januar 2025                                                             |
| 2025 | Schwalbe Schluss mit lustig                           | — | — | — | Erstveröffentlichung: 22. Mai 2025                                                                |
| 2025 | OK OK –                                               | — | — | — | Erstveröffentlichung: 11. Juli 2025 feat. Boki                                                    |
| Folgende Lieder erschienen nicht als Single, wurden aber durch das Album zum Download und Streaming bereitgestellt und konnten somit eine Platzierung erlangen: |                                                       | | | |                                                                                                   |
| |                                                       | | | |                                                                                                   |
| 2021 | Easy Peasy Fliesentisch Romantik II                   | DE70 Gold · (6 Wo.)DE | — | — | Charteinstieg: 26. Februar 2021 Verkäufe: + 200.000; als Finch Asozial feat. Vize & Leony         |
| 2021 | Kleine Teile Kassenhäuschen EP                        | DE— iDE | — | — | Charteinstieg: 8. Oktober 2021                                                                    |

### Als Gastmusiker
| Jahr | Titel Album                                 | Höchstplatzierung, Gesamtwochen, AuszeichnungChartplatzierungen (Jahr, Titel, Album, Platzierungen, Wochen, Auszeichnungen, Anmerkungen) | Höchstplatzierung, Gesamtwochen, AuszeichnungChartplatzierungen (Jahr, Titel, Album, Platzierungen, Wochen, Auszeichnungen, Anmerkungen) | Höchstplatzierung, Gesamtwochen, AuszeichnungChartplatzierungen (Jahr, Titel, Album, Platzierungen, Wochen, Auszeichnungen, Anmerkungen) | Anmerkungen |
| Jahr | Titel Album                                 | DE | AT | CH | Anmerkungen |
| ---- | ------------------------------------------- | --- | --- | --- | --- |
| 2018 | Jacksons Welcome to the Hood                | — | — | — | Erstveröffentlichung: 31. August 2018 King Orgasmus One feat. Finch Asozial & MC Bomber |
| 2018 | Plattenbauromantik –                        | — | — | — | Erstveröffentlichung: 7. September 2018 Plusmacher feat. Finch Asozial |
| 2019 | Freitag, Samstag Freitag, Samstag (Remixes) | DE88 Gold · (2 Wo.)DE | AT— GoldAT | — | Erstveröffentlichung: 3. Mai 2019 Verkäufe: + 215.000; Harris & Ford feat. Finch Asozial |
| 2020 | Moshpit Hysterie                            | — | — | — | Erstveröffentlichung: 10. Juli 2020 Tamas feat. Finch Asozial |
| 2020 | Bow Out –                                   | — | — | — | Erstveröffentlichung: 17. Juli 2020 Reen feat. Finch Asozial |
| 2020 | Emma –                                      | — | — | — | Erstveröffentlichung: 18. September 2020 King Orgasmus One feat. Finch Asozial & James Wallez |
| 2021 | Club Acapulco –                             | — | — | — | Erstveröffentlichung: 19. November 2021 MC Bogy feat. Finch & King Orgasmus One |
| 2021 | Freizeit & Kuchen –                         | — | — | — | Erstveröffentlichung: 26. November 2021 Ferris MC feat. Finch |
| 2022 | Spaceman Tekkno                             | DE31 (2 Wo.)DE | — | — | Erstveröffentlichung: 8. April 2022 Electric Callboy feat. Finch |
| 2022 | Hoch die Hände Wochenende –                 | DE— jDE | — | — | Erstveröffentlichung: 22. April 2022 HBz feat. Finch & Fäaschtbänkler |
| 2022 | Kein Bock Ein gutes schlechtes Vorbild      | DE— kDE | — | — | Erstveröffentlichung: 1. Juni 2022 SDP feat. Finch |
| 2022 | Make the World Rave Again –                 | — | — | — | Erstveröffentlichung: 24. Juni 2022 Harris & Ford feat. Finch |
| 2022 | Stammtischparolen –                         | — | — | — | Erstveröffentlichung: 14. Oktober 2022 Plusmacher feat. Finch & Karate Andi |
| 2023 | Mein Revier EKScalibur                      | — | — | — | Erstveröffentlichung: 23. Juni 2023 Eko Fresh feat. Hakan Abi, Finch & G-Style |
| 2024 | Erwischt Alles oder Nichts                  | DE14 (20 Wo.)DE | AT24 (10 Wo.)AT | — | Erstveröffentlichung: 19. April 2024 Kati K feat. Finch; Original: Die Prinzen – Alles nur geklaut |
| 2024 | Kamikaze –                                  | DE29 (4 Wo.)DE | AT47 (2 Wo.)AT | — | Erstveröffentlichung: 17. Mai 2024 Tream feat. Finch |
| 2024 | Abenteuerland Best Of – 25 Jahre SDP        | DE29 (16 Wo.)DE | — | — | Erstveröffentlichung: 20. Juni 2024 SDP feat. Finch & Phil the Beat; Original: Pur |
| 2025 | Ohne dich –                                 | DE22 (3 Wo.)DE | AT27 (2 Wo.)AT | — | Erstveröffentlichung: 11. April 2025 Tream feat. Finch & Kati K |
| 2025 | Bissu dumm ¿ (Megalodon Remix) –            | DE8 (4 Wo.)DE | AT15 (2 Wo.)AT | CH19 (2 Wo.)CH | Erstveröffentlichung: 16. April 2025 Bonez MC & Nate57 feat. AchtVier, AK 33, AK Ausserkontrolle, Azad, Big Toe, Caney030, Celo & Abdi, Crackaveli, Curse, Dardan, Die P, Eno, Finch, Frauenarzt, Hakan Abi, Haze, Jaill, Jan Delay, Jonesmann, Juju, Kaisa Natron, Kolja Goldstein, Kontra K, Kwam.E, Laas Unltd., LX, Makko, Massiv, MP Freshly, Nizi19, Olexesh, OTW, Reeperbahn Kareem, Sa4, Saliou, Samra, Sido, Silva, Sil3A, Ski Aggu, Tom Hengst, Vega, Veysel, Zined |
| 2025 | Kein Idol –                                 | DE99 (… Wo.)DE | — | — | Erstveröffentlichung: 7. August 2025 HBz feat. 2 Engel & Charlie & Finch |

## Musikvideos
| Jahr              | Titel                          | Regie                                                |
| ----------------- | ------------------------------ | ---------------------------------------------------- |
| als Finch Asozial |                                |                                                      |
|                   |                                |                                                      |
| 2016              | Ostdeutscher Hasselhoff        | Cihan-Salih Bilgin                                   |
| 2017              | Ledersklave Frederik           | Finch Asozial, Einfach Ole                           |
| 2017              | Richtig Saufen                 | Cihan-Salih Bilgin                                   |
| 2018              | Sex & Gewalt                   | Einfach Ole                                          |
| 2018              | Jacksons                       | Einfach Ole                                          |
| 2018              | Plattenbauromantik             | Pretty Dirty                                         |
| 2018              | Richtiger Saufen               | Cihan-Salih Bilgin                                   |
| 2018              | 601                            | Ben Baumgarten                                       |
| 2018              | Fick mich Finch                |                                                      |
| 2018              | Abfahrt                        | Ben Baumgarten                                       |
| 2019              | Der letzte echte Macho         | Ben Baumgarten                                       |
| 2019              | Eskalation                     | Einfach Ole                                          |
| 2019              | Kurzurlaub                     | Ben Baumgarten                                       |
| 2019              | Freitag, Samstag               | Ben Baumgarten                                       |
| 2019              | Plattenbauromantik II          | Pretty Dirty                                         |
| 2019              | 1990                           | Ben Baumgarten                                       |
| 2019              | Finchiboy                      | Ben Baumgarten                                       |
| 2019              | Mahlzeit                       | Ben Baumgarten                                       |
| 2020              | L.M.W.I.M.                     | Ben Baumgarten                                       |
| 2020              | Bow Out                        | Ben Baumgarten                                       |
| 2020              | Nachbarn                       | Paul Gerwien                                         |
| 2020              | Am richtigsten Saufen          | Cihan-Salih Bilgin                                   |
| 2020              | Fiesta                         | Ben Baumgarten                                       |
| 2020              | Bassdrum                       | Ben Baumgarten                                       |
| 2020              | Onkelz Poster                  | Philip Herbort                                       |
| 2020              | Frohe Weihnachten              | Ben Baumgarten                                       |
| 2021              | Fick mich Finch (New-Version)  | SpookyBerlin                                         |
| als Finch         |                                |                                                      |
|                   |                                |                                                      |
| 2021              | Keine bösen Wörter             | Philip Herbort                                       |
| 2021              | Direkt Bock                    | Philip Herbort                                       |
| 2021              | Herzalarm                      | Philip Herbort                                       |
| 2021              | Rave Witchers                  | Philip Herbort                                       |
| 2022              | Gabber Girl                    | Einfach Ole                                          |
| 2022              | Liebe ist …                    |                                                      |
| 2022              | Spaceman                       | Oliver Schillo, Pascal Schillo                       |
| 2022              | Hoch die Hände Wochenende      |                                                      |
| 2022              | Kein Bock                      | Alexander Gellner, Rachel Romanowsky, Louis Tatschte |
| 2022              | Make the World Rave Again      | Dany Wild                                            |
| 2022              | Hold Me Now                    | Einfach Ole                                          |
| 2022              | Jeder will dahin               |                                                      |
| 2022              | Dorfdisko zwei                 | Jakob Hampel                                         |
| 2022              | Stammtischparolen              | Elias Foog                                           |
| 2022              | Eismann                        |                                                      |
| 2022              | Wendekind                      | Philip Herbort                                       |
| 2022              | Keine Regeln                   | Ben Baumgarten, Cihan Bilgin                         |
| 2023              | Leere Augen                    | FiNCH, Pepe                                          |
| 2023              | Pech & Schwefel                | Einfach Ole                                          |
| 2023              | Die Einzigste                  | Pepe                                                 |
| 2023              | Liebe auf der Rückbank         | Orkan Çe                                             |
| 2023              | Mein Revier                    | Daniel Zlotin                                        |
| 2024              | One Night Stand                |                                                      |
| 2024              | Erwischt                       |                                                      |
| 2024              | Kamikaze                       | Jan Grabinger                                        |
| 2024              | Abenteuerland                  | Igor Medvedev                                        |
| 2024              | Ein letztes Mal                | Luis Köhnen                                          |
| 2024              | Das geht vorbei                | Gordienko Films                                      |
| 2024              | Leuchtturm                     | Philip Herbort                                       |
| 2025              | Wenn du dumm bist              | Einfach Ole!                                         |
| 2025              | Ohne dich                      | Jan Grabinger                                        |
| 2025              | Bissu dumm ¿ (Megalodon Remix) | Benny 030                                            |
| 2025              | Schwalbe                       | Einfach Ole!                                         |
| 2025              | OK OK                          | Einfach Ole!                                         |

## Sonderveröffentlichungen

### Alben
| Jahr | Titel Musiklabel                                                 | Anmerkungen                                            |
| ---- | ---------------------------------------------------------------- | ------------------------------------------------------ |
| 2025 | Finch bei Sing meinen Song, Vol. 12 Music for Millions (Tonpool) | Erstveröffentlichung: 16. Mai 2025 Mini-TV-Kompilation |

### Lieder
| Jahr | Titel Album                                     | Anmerkungen                                                                                       |
| ---- | ----------------------------------------------- | ------------------------------------------------------------------------------------------------- |
| 2018 | Dröhnung Extrem Schmerzlos                      | Erstveröffentlichung: 25. Mai 2018 Punch Arogunz feat. Finch Asozial                              |
| 2018 | Jacksons Welcome to the Hood                    | Erstveröffentlichung: 21. September 2018 King Orgasmus One feat. Finch Asozial & MC Bomber        |
| 2019 | Freitag, Samstag Freitag, Samstag (Remixes)     | Erstveröffentlichung: 28. Juni 2019 Harris & Ford feat. Finch Asozial                             |
| 2019 | Adiletten Abrakadabra                           | Erstveröffentlichung: 1. November 2019 257ers feat. Finch Asozial                                 |
| 2020 | Moshpit Hysterie                                | Erstveröffentlichung: 7. August 2020 Tamas feat. Finch Asozial                                    |
| 2021 | Bassdrum God Save the Rave                      | Erstveröffentlichung: 16. April 2021 Scooter feat. Finch Asozial                                  |
| 2022 | Kein Bock Ein gutes schlechtes Vorbild          | Erstveröffentlichung: 2. Juni 2022 SDP feat. Finch                                                |
| 2022 | Spaceman Tekkno                                 | Erstveröffentlichung: 16. September 2022 Electric Callboy feat. Finch                             |
| 2023 | Mein Revier EKScalibur                          | Erstveröffentlichung: 3. November 2023 Eko Fresh feat. Hakan Abi, Finch & G-Style                 |
| 2024 | Posse Reloaded Open Your Mind and Your Trousers | Erstveröffentlichung: 22. März 2024 Scooter feat. Finch Asozial                                   |
| 2024 | Pech & Schwefel Zeppelin                        | Erstveröffentlichung: 26. April 2024 Matthias Reim mit Finch                                      |
| 2024 | Erwischt Alles oder Nichts                      | Erstveröffentlichung: 28. Juni 2024 Kati K feat. Finch; Original: Die Prinzen – Alles nur geklaut |
| 2024 | Abenteuerland Best Of – 25 Jahre SDP            | Erstveröffentlichung: 25. Oktober 2024 SDP feat. Finch & Phil the Beat; Original: Pur             |

| Jahr | Titel Album                                                                              | Anmerkungen |
| ---- | ---------------------------------------------------------------------------------------- | --- |
| 2025 | Finch ist schuld Sing meinen Song – Das Tauschkonzert, Vol. 12                           | Erstveröffentlichung: 16. Mai 2025 Original: Die Fantastischen Vier – Gebt uns ruhig die Schuld (den Rest könnt ihr behalten) |
| 2025 | Frankfurt Oder Sing meinen Song – Das Tauschkonzert, Vol. 12                             | Erstveröffentlichung: 16. Mai 2025 Original: Bosse feat. Anna Loos                                                            |
| 2025 | Frankfurt Oder Sing meinen Song – Das Tauschkonzert, Vol. 12 (Deluxe Edition)            | Erstveröffentlichung: 16. Mai 2025 mit Bosse; Original: Bosse feat. Anna Loos                                                 |
| 2025 | Leben im Millenium Sing meinen Song – Das Tauschkonzert, Vol. 12                         | Erstveröffentlichung: 16. Mai 2025 Original: Michael Patrick Kelly – Throwback                                                |
| 2025 | Sommer, Sonne, Depression Sing meinen Song – Das Tauschkonzert, Vol. 12 (Deluxe Edition) | Erstveröffentlichung: 16. Mai 2025 Original: Madeline Juno                                                                    |
| 2025 | Sorry Sing meinen Song – Das Tauschkonzert, Vol. 12 (Deluxe Edition)                     | Erstveröffentlichung: 16. Mai 2025 Original: ClockClock                                                                       |
| 2025 | Wendekind Sing meinen Song – Das Tauschkonzert, Vol. 12 (Deluxe Edition)                 | Erstveröffentlichung: 16. Mai 2025 mit Mieze Katz                                                                             |
| 2025 | Zirkus Sing meinen Song – Das Tauschkonzert, Vol. 12                                     | Erstveröffentlichung: 16. Mai 2025 Original: MiA.                                                                             |

## Statistik

### Chartauswertung
|                     | DE    | AT    | CH    |
| ------------------- | ----- | ----- | ----- |
| Nummer-eins-Alben   | DE3DE | AT—AT | CH—CH |
| Top-10-Alben        | DE6DE | AT2AT | CH1CH |
| Alben in den Charts | DE6DE | AT4AT | CH4CH |

|                       | DE     | AT    | CH    |
| --------------------- | ------ | ----- | ----- |
| Nummer-eins-Singles   | DE1DE  | AT—AT | CH—CH |
| Top-10-Singles        | DE4DE  | AT—AT | CH—CH |
| Singles in den Charts | DE29DE | AT6AT | CH1CH |

### Auszeichnungen für Musikverkäufe
Anmerkung: Auszeichnungen in Ländern aus den Charttabellen bzw. Chartboxen sind in ebendiesen zu finden.
| Land/RegionAuszeichnungen für Musikverkäufe (Land/Region, Auszeichnungen, Verkäufe, Quellen) | Gold     | Platin  | Verkäufe  | Quellen           |
| -------------------------------------------------------------------------------------------- | -------- | ------- | --------- | ----------------- |
| Deutschland (BVMI)                                                                           | 3× Gold3 | Platin1 | 1.200.000 | musikindustrie.de |
| Österreich (IFPI)                                                                            | 2× Gold2 | —       | 30.000    | ifpi.at           |
| Schweiz (IFPI)                                                                               | Gold1    | —       | 10.000    | hitparade.ch      |
| Insgesamt                                                                                    | 6× Gold6 | Platin1 |           |                   |